# سيلفيا بيترز
سيلفيا بيترز (بالإنجليزية: Sylvia Peters)‏ هي ممثلة بريطانية (وحملت سابقاً جنسية المملكة المتحدة لبريطانيا العظمى وأيرلندا)، ولدت في 1926 بلندن في المملكة المتحدة، وتوفيت في 26 يوليو 2016.

## وصلات خارجية
- سيلفيا بيترز على موقع IMDb (الإنجليزية)